# Kathodische bescherming
Kathodische bescherming (KB) is een methode van corrosiebestrijding en berust op het principe van potentiaalverlaging van het te beschermen object.
Door de potentiaal voldoende te verlagen wordt de anodereactie van ijzer tot ijzerionen zo sterk vertraagd dat hij praktisch te verwaarlozen is. Het te beschermen voorwerp (bijvoorbeeld een pijpleiding in water of in de grond) wordt daarbij kathode. Aan deze buis vindt alleen de kathodische waterreductie plaats (waterstofgasvorming). De stroom die daarvoor nodig is wordt meestal beschermstroom genoemd. De benaming 'beschermstroom' is eigenlijk incorrect, want het gaat om de potentiaal (spanning) en die moet dan ook regelmatig gecontroleerd worden.
Een kathodische bescherming wordt uitgevoerd met een galvanisch systeem of met een stroomopdruksysteem.
Bij opgedrukte stroom wordt kathodische bescherming meestal toegepast in combinatie met een coating op het te beschermen systeem. Bij toepassing van opofferingsanodes is het te beschermen object vaak niet gecoat. Denk hierbij aan offshore constructies en damwanden. Zeeschepen zijn altijd voorzien van opofferingsanodes, maar tegelijkertijd ook altijd gecoat.

## Galvanisch systeem

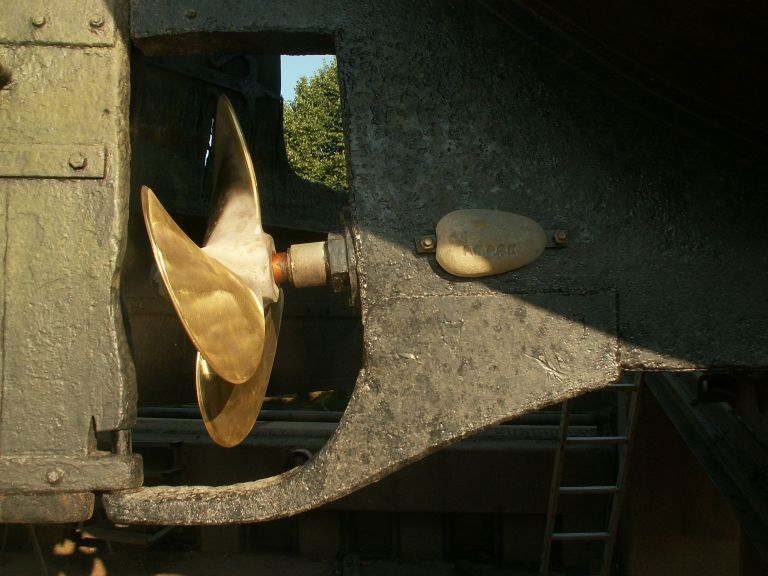
Opofferingsanode: nieuwe zinkanode

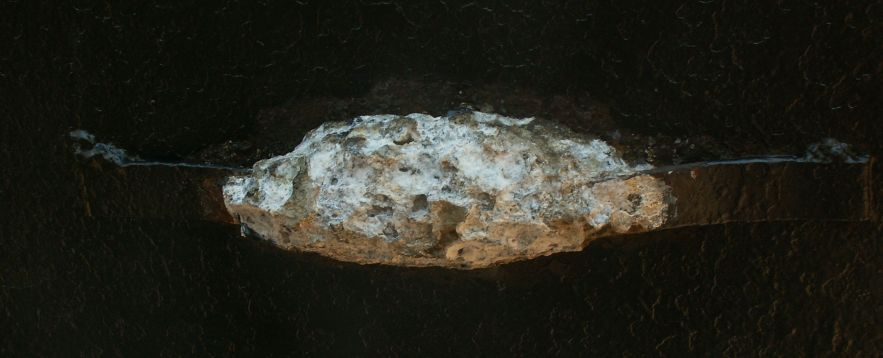
Opofferingsanode: gebruikte zinkanode

Scheepsschroeven en gasleidingen worden beschermd door ze elektrisch te verbinden met een groot stuk metaal dat een lagere potentiaal heeft dan het te beschermen metaal, bijvoorbeeld zink, aluminium of magnesium. Dit stuk metaal zal geleidelijk wegcorroderen en daarbij het ermee verbonden onderdeel beschermen.
De bekendste voorbeelden van kathodische bescherming met opofferingsanodes zijn:
- Scheepshuiden, met name in de buurt van de schroef omdat daar galvanische corrosie door bronzen of messing onderdelen (schroef en schroefaslager) moet worden gecompenseerd door onedele anodes.
- Damwanden in kademuren van zeehavens.
- Elektrische boilers
- Offshoreplatforms.

Bij een goed KB-ontwerp hoeft niet te worden gecoat (geverfd). Op de Noordzee staan legio platforms die na 20 jaar nog geen spoor van aantasting laten zien. Bij een goed KB-ontwerp ontstaat van nature een beschermend laagje calciumcarbonaat (kalk) op het stalen oppervlak.
Het is ook mogelijk om roestvast staal te beschermen met opofferingsanodes. Deze toepassing maakt een sterke groei door omdat de combinatie roestvast staal en opofferanodes het veel duurdere titanium kan vervangen. De toepassingen voor KB van roestvast staal zijn met name warmtewisselaars, leidingsystemen offshore en pompen. Een vakkundig ontwerp is een vereiste, omdat zowel overbescherming als onderbescherming schadelijk kunnen zijn voor de constructie. Geavanceerde modellen voor het berekenen van de stroom en potentiaal zijn beschikbaar. De nieuwste ontwikkeling betreft elektronische circuits, gevoed door de opofferanodes, die de anodes kunnen regelen of laten pulseren. Zo wordt de autonoom werkende anode intelligent en wordt de potentiaal of stroom automatisch geregeld bij veranderende condities, zoals verandering van de specifieke geleidbaarheid van het water (in kustgebieden) of verandering van de weerstand van het totale beschermingssysteem. Ook kan de anode pulserend worden gemaakt met deze schakelingen, waardoor vorming van biofouling wordt tegengegaan.
Met een gedegen KB-ontwerp wordt galvanische corrosie tegengegaan. Bijvoorbeeld galvanische corrosie van een stalen caisson voor roestvaststalen zeewaterpompen wordt tegengegaan door op de duplex rvs-risers anodes te installeren. Op die manier zal niet het stalen caisson zich opofferen, maar de opofferingsanode op de roestvaststalen riser. Tegelijkertijd wordt het roestvast staal beschermd door de anodes.

## Stroomopdruksysteem
Een stroomopdruksysteem maakt gebruik van een gelijkrichter en inerte titanium anoden voorzien van edelmetalen (iridium / platina) die een zeer lange levensduur hebben. Een stroomopdruksysteem wordt eveneens toegepast bij grote te beschermen oppervlakken (zeeschepen, pijpleidingen, kademuren, tankparken, ...) waar anders een te groot aantal galvanische anoden (Mg, Zn, Al) nodig zijn om het object (de kathode) te beschermen. Een stroomopdruksysteem kan de beschermstroom eveneens automatisch bijsturen in functie van bepaalde wijzigende bodemcondities (grondwaterstand, zwerfstromen ...). Het stalen skelet van de Antwerpse Boerentoren wordt op deze manier beschermd.

## Bescherming tegen zwerfstromen
Door potentiaalverlaging op kwetsbare plaatsen met behulp van opofferanoden of met opgedrukte stroom kan men de zwerfstroomcorrosie bestrijden.
De zwerfstroomrisico's zijn het grootste bij pijpleidingen die parallel lopen met spoor- of tramlijnen, bijvoorbeeld in tunnels. Door het maken van terugstroomverbindingen tussen buis en rail neemt de parallelgeleiding daarbij wel toe maar de corrosieschade neemt af. De zwerfstromen worden op deze terugstroomverbindingen gecontroleerd terug naar het spoor geleid. Er zijn dan wel intredeplaatsen, maar geen uittredeplaatsen voor de gelijkstroom op de buis.